# 4835 Asaeus
4835 Asaeus este o planetă minoră (asteroid), cu un diametru de 30,175 km, din Asteroid troian al lui Jupiter. A fost descoperită pe 29 ianuarie 1989 la Tokushima de Toshimasa Furuta⁠(d) și a fost numită după Asaeus⁠(d). 
Obiectul prezintă o orbită caracterizată de o semiaxă mare de 5,1972925 UAi, o excentricitate de 0,250403, o înclinație de 19,56678 ° în raport cu ecliptica.